# Dosoledo
Dosoledo (Dudlè in ladino) è una frazione del comune di Comelico Superiore, in provincia di Belluno.

## Storia
Dosoledo è il paese più giovane del comune di Comelico Superiore, nascendo dalla fusione dei nuclei Dosoledo, Sacco e Staunovo.
Il paese nel corso degli anni ha subìto diversi incendi.
Come altri paesi della vallata, Dosoledo ha una sua propria regola, sita nel Palazzo della Regola, edificio della piazza principale del paese, piazza Tiziano.

## Monumenti e luoghi d'interesse

### Architetture religiose

#### Chiesa dei Santi Rocco e Osvaldo
Il 19 aprile 1521 venne eretta la prima chiesa di Dosoledo, che venne abbattuta.
Nel 1844 fu eretta la chiesa attuale, disegnata dall'architetto Giuseppe Segusini, che è dedicata a san Rocco e a sant'Osvaldo.

## Cultura

### Musei
- Museo "Algudnei". Il nome deriva dalla composizione di più parole (algu d'nei) che in ladino, il dialetto parlato nella vallata, significa "qualcosa di noi"[1]. Il museo è collegato al Gruppo Ricerche Culturali di Comelico Superiore[2].

## Società

### Lingue e dialetti
La lingua ufficiale parlata nella valle è l'italiano. Tuttavia come dialetto locale viene utilizzata la lingua ladina, in particolare il comeliano (variante del gruppo cadorino della lingua ladina).

## Infrastrutture e trasporti

### Strade
Dosoledo è attraversato dalla strada statale 52 Carnica.
A Dosoledo inizia la strada statale 532 del Passo di Sant'Antonio, che collega il Comelico con la Val d'Ansiei (comune di Auronzo di Cadore), tramite il passo di Sant'Antonio.